# Église Sainte-Marie-Madeleine (Bordighera)
Pour les articles homonymes, voir Église Sainte-Marie-Madeleine.
L’église Sainte-Marie-Madeleine (en italien, Chiesa di Santa Maria Maddalena) est située sur la Piazza del Popolo à Bordighera en Ligurie. L'édifice fait partie des biens protégés par la Surintendance pour les biens architecturaux et les paysages de la Ligurie.

## Historique
L’église, qui a longtemps été la seule église paroissiale de la ville, fut construite entre les XVIIe et XVIIIe siècles et consacrée en 1617. En 1742 Giacomo Raimondo a peint une fresque qui représente sainte Marie-Madeleine, d’où le nom inscrit au-dessous du portail d’entrée. La fresque fut modifiée en 1922 par le peintre Luigi Morgari.
En 1866, l’église subit une première restauration qui l’enrichit grâce à la décoration en or et stuc de Giovanni Francesco Marvaldi, un maître d’œuvre très réputé originaire de Candeasco près de Oneglia. Les « Bordigotti » (les habitants de Bordighera) aiment dire que les travaux furent payés par les habitants grâce aux dons spontanés de bijoux en or et argent.
En 1906, la façade de l’église, un temps très simple, a été modifiée en style rococo.
À l’intérieur de l’église, au-dessus de l'autel, se trouve une statue de marbre du XVIIIe siècle, « La Maddalena in gloria » qui a été conçue par Giacomo Filippo Parodi et sculptée par son fils Domenico Parodi entre 1714 et 1717. À gauche, se situe l'autel du Rosaire, où on peut admirer la statue en bois de la « Madonna del Rosario », du début du XVIIIe siècle et à droite la chapelle avec la célèbre statue de cire contenant les reliques de saint Ampelio, patron de la ville de Bordighera.

## Curiosités
À l’intérieur de l’église, au centre de la voûte, le lustre est un cadeau de la reine Marguerite de Savoie.
Le Campanile, est distinct de l’église car, au Moyen Âge, c’était une tour de guet pour prévenir la population des attaques des pirates. La loggia fait encore partie de l’édifice original. Au XVIIIe siècle la tour a été surélevée, et la flèche fut décorée par des tuiles polychromes en majolique

## Galerie Photographique

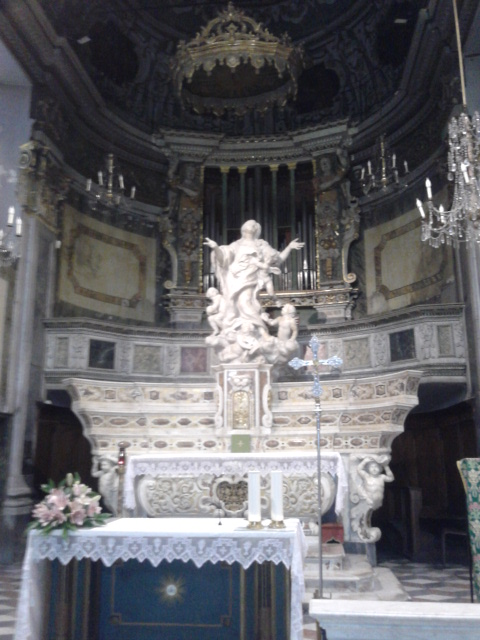
Maître-autel de l'église.
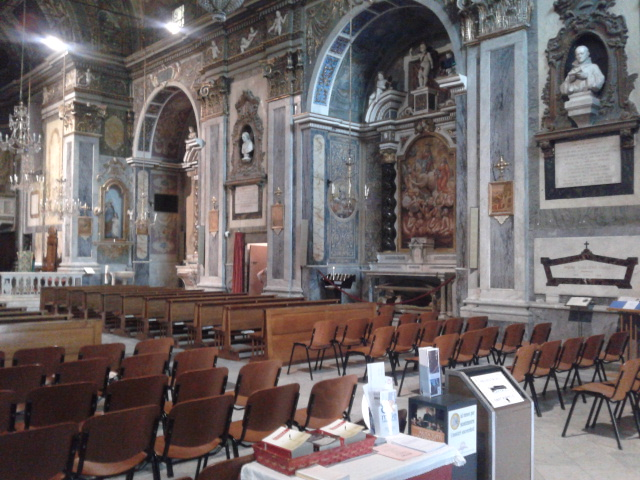
Intérieur de l'église, côté droit.
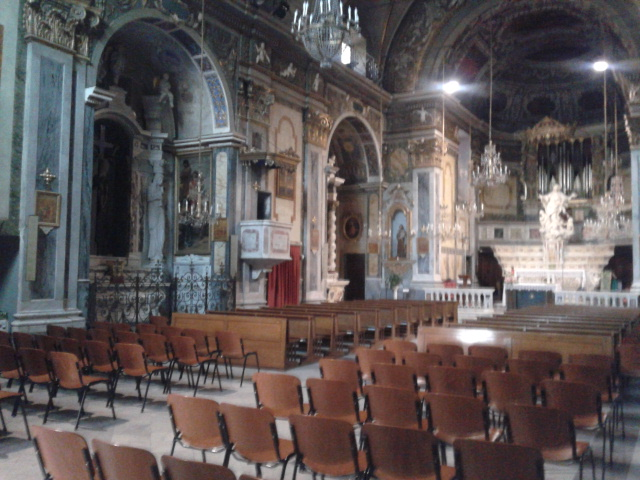
Intérieur de l'église, côté gauche.